# Yuelu Shan
Yuelu Shan är ett berg i Kina. Det ligger i provinsen Hunan, i den södra delen av landet, nära eller i provinshuvudstaden Changsha. Toppen på Yuelu Shan är 300 meter över havet, eller 236 meter över den omgivande terrängen. Bredden vid basen är 9,0 km.
Runt Yuelu Shan är det mycket tätbefolkat, med 6 472 invånare per kvadratkilometer. Närmaste större samhälle är Changsha, 4,1 km öster om Yuelu Shan. Runt Yuelu Shan är det i huvudsak tätbebyggt.
Genomsnittlig årsnederbörd är 1 710 millimeter. Den regnigaste månaden är maj, med i genomsnitt 305 mm nederbörd, och den torraste är oktober, med 46 mm nederbörd.